# Superman: Red Son
Superman:The red son és una sèrie de tres còmics publicats per DC Comics en 2003 i creats per Mark Millar plantejant-se una ucronia al voltant del personatge de Superman: imaginar com hauria estat el superheroi si hagués nascut a l'URSS. La sèrie va ser nominada al Premi Eisner.
L'aparença de Superman és pràcticament idèntica a la d'altres sagues del personatge: un home jove i de pèl negre, força musculós i vestit amb un tapall vermell, roba ajustada i una capa. La diferència és el color del vestit, que ja no és blau (associat a la bandera estatunidenca) sinó d'un color gris verdós, i el símbol que porta brodat al pit, que en comptes de ser la seva inicial dins un escut, mostra la falç i martell comunistes. Als còmics apareixen altres personatges de la factoria DC amb papers intercanviats però amb suficients al·lusions perquè els lectors reconeguin la història original a la qual està contradient aquesta versió alternativa. Han aparegut figuretes de marxandatge i videojocs que recreen la trama de la sèrie. Posteriorment aquesta trama paral·lela ha estat usada per autors del multivers de DC, on diverses línies argumentals parteixen dels personatges més coneguts. La seva vida es coneix com a Terra-30, en unes sagues on cada món alternatiu rep una xifra per diferenciar-lo dels altres.

## Argument
L'URSS presenta l'existència de Superman, un home superior que lluitarà al servei de la causa del socialisme. El seu origen és desconegut, però va ser adoptat des que era un nadó per una família d'un kolkhoz ucraïnès. Treballa amb una identitat secreta (que després es veu que és la de periodista al diari Pravda). Els Estats Units encarreguen al científic Lex Luthor que hi faci front, per la qual cosa aquest crea un clon maligne de l'heroi, que és anomenat Superman 2. A la mort de Ióssif Stalin, enverinat, Superman pren el control del Partit Comunista malgrat les seves recances inicials per respondre a la demanda popular i inicia un règim utòpic en terres soviètiques. Superman 2 arriba per lluitar contra Superman i en el seu combat alliberen una bomba nuclear. Superman 2 reacciona i se sacrifica per desviar-la i salvar la vida de milers de ciutadans. Lex Luthor, decebut, es dedica a sabotejar el règim del seu antagonista amb diversos invents.
Davant dels successius fracassos, decideix convocar altres superherois, entre ells Batman i la Wonder Woman. Mentrestant inverteix enormes sumes de diners als Estats Units perquè esdevinguin la potència rival de l'URSS. Superman planeja envair-la perquè no qüestionin les bondats del sistema soviètic i després d'una sèrie de combats, és atacat amb kriptonita i mor. Llavors Luthor agafa el poder dels dos blocs del món i instaura un sistema que es revela com molt millor que tots els anteriors sistemes polítics de la història. Quan mor després de 2000 anys, al seu funeral apareix una misteriosa figura, que resulta ser Superman sota la disfressa de Clark Kent, que havia sobreviscut a l'atac però havia preferit amagar-se per poder ser una persona normal.